# Cici verdinère
Tiaris bicolor
Espèce
Statut de conservation UICN

 LC  : Préoccupation mineure
Le Cici verdinère (Melanospiza bicolor) ou Sporophile cici, est une espèce de passereaux appartenant à la famille des Thraupidae.

## Répartition et sous-espèces
Selon la classification de référence du Congrès ornithologique international (15.1, 2025) il se répartit en huit sous-espèces :
- M. b. bicolor (Linné, 1766) — Bahamas et îlots au large de Cuba ;
- M. b. marchii (Baird, 1864) — Jamaïque et Hispaniola ;
- M. b. omissa (Jardine, 1847) — Porto Rico, petites Antilles, Colombie et Venezuela ;
- M. b. huilae (Miller, AH, 1952) — amont du río Magdalena ;
- M. b. grandior (Cory, 1887) — archipel de San Andrés, Providencia et Santa Catalina ;
- M. b. johnstonei (Lowe, 1906) — La Blanquilla et archipel de Los Hermanos ;
- M. b. sharpei (Hartert, 1893) — îles Sous-le-Vent ;
- M. b. tortugensis (Cory; 1909) — île de la Tortue (Venezuela).